# Swanenburg (televisieserie)
Swanenburg is een Nederlandse dramaserie, uitgezonden door KRO-NCRV vanaf 2021. In deze dramaserie staat de rijke familie Praal centraal. De eerste aflevering werd uitgezonden op 19 juli 2021.
Als locatie voor het huis Swanenburg wordt gebruik gemaakt van Villa Klaverduyn in Wassenaar, in 1917 als villa De Vrije Blick ontworpen door architect Willem Adriaan Lensvelt. Hij ontwierp meer gebouwen in deze wijk en de villa is aangemerkt als rijksmonument (nr.524588). Eerder werd de villa gebruikt als hoofdlocatie voor de televisieserie Dossier Verhulst.
De opnames voor de serie gingen in oktober 2019 van start. Het was de bedoeling dat het eerste seizoen van de  serie in de zomer van 2020 werd uitgezonden. Door de coronacrisis werd dit echter uitgesteld tot 2021. Rondom de jaarwisseling 2023/2024 werd het tweede seizoen uitgezonden.

## Rolverdeling
- Aus Greidanus - Jack Praal
- Tine Joustra - Caroline Praal
- Frederik Brom - Benno Praal
- Sanne Langelaar - Iris Praal
- Jan-Paul Buijs - Dirk Praal
- Ella-June Henrard - Eva Praal
- Yfke Wegman - Coco Praal (seizoen 1)
- Richelle Plantinga - Coco Praal (seizoen 2)
- Werner Kolf - Didi Dominic Derby
- Jannell Gersie - Mick Derby
- Jahleesa Soesman - Maan Derby
- Markoesa Hamer - Samantha
- Joren Seldeslachts - Victor Devos
- Katrien van Beurden - Nina Verheijen
- Lidewij Mahler - Yasmine
- Ilias Addab - Semi Demir
- Juliette van Ardenne[3] - Katja
- Hannah van Lunteren - Aletta ter Burgh
- Hein van der Heijden - Roger Bentinck
- Nazmiye Oral - Pinar Demir
- Bart Klever - dokter Vermeer
- Joy Wielkens - arts in privékliniek
- Lot Bobbink - notaris
- Nyncke Bergman - Sarah Spierings
- Catalijn Willemsen - rechercheur Esther Simons
- Harpert Michielsen - rechercheur De Lek
- Kirsten Mulder - Nicolet Reijnders
- Belinda van der Stoep - Sascha
- Bram Coopmans - Hans Groenendaal
- Elvira Out - Brenda
- Lottie Hellingman - Monique
- Loes Wouterson - Ria
- Abbey Hoes - Tara Verheijen
- Jason de Ridder - Ilias
- Raymond Thiry - Willem Jan van Lunenborgh

## Afleveringen

### Seizoen 1
| Nr. | Titel              | Datum            | Kijkcijfers |
| --- | ------------------ | ---------------- | ----------- |
| 1   | Benno 01           | 19 juli 2021     | 1.268.000   |
| 2   | Benno 02           | 20 juli 2021     | 1.173.000   |
| 3   | Benno 03           | 21 juli 2021     | 928.000     |
| 4   | Benno 04           | 22 juli 2021     | 987.000     |
| 5   | Iris 01            | 26 juli 2021     | 908.000     |
| 6   | Iris 02            | 27 juli 2021     | 807.000     |
| 7   | Iris 03            | 28 juli 2021     | 839.000     |
| 8   | Iris 04            | 29 juli 2021     | 890.000     |
| 9   | Dirk 01            | 2 augustus 2021  | 831.000     |
| 10  | Dirk 02            | 3 augustus 2021  | 754.000     |
| 11  | Dirk 03            | 4 augustus 2021  | 804.000     |
| 12  | Dirk 04            | 5 augustus 2021  | 789.000     |
| 13  | Eva 01             | 9 augustus 2021  | 801.000     |
| 14  | Eva 02             | 10 augustus 2021 | 852.000     |
| 15  | Eva 03             | 11 augustus 2021 | 807.000     |
| 16  | Eva 04             | 12 augustus 2021 | 884.000     |
| 17  | Jack & Caroline 01 | 16 augustus 2021 | 935.000     |
| 18  | Jack & Caroline 02 | 17 augustus 2021 | 908.000     |
| 19  | Jack & Caroline 03 | 18 augustus 2021 | 854.000     |
| 20  | Jack & Caroline 04 | 19 augustus 2021 | 940.000     |

### Seizoen 2
| Nr. | Titel               | Datum            | Kijkcijfers |
| --- | ------------------- | ---------------- | ----------- |
| 1   | Caroline            | 25 december 2023 | 1.074.000   |
| 2   | Iris                | 26 december 2023 | 1.005.000   |
| 3   | Benno               | 27 december 2023 | 1.105.000   |
| 4   | Dirk                | 28 december 2023 | 965.000     |
| 5   | Eva                 | 29 december 2023 | 969.000     |
| 6   | Iris & Mick         | 1 januari 2024   | 1.103.000   |
| 7   | Benno & Coco        | 2 januari 2024   | 1.000.000   |
| 8   | Dirk & Eva          | 3 januari 2024   | 911.000     |
| 9   | Caroline & Het Nest | 4 januari 2024   | 853.000     |
| 10  | Het Nest            | 5 januari 2024   | 958.000     |